# Eagle Pro Box Lacrosse League sezon 1988
W 1988 roku sezon rozpoczął się 3 stycznia, a zakończył 20 marca 1988 roku. Był to drugi sezon ligi EPBLL, a zarazem ostatni, gdyż liga zmieniła nazwę na Major Indoor Lacrosse League. Mistrzem sezonu została drużyna New Jersey Saints.

## Wyniki sezonu
W – Wygrane, P – Przegrane, PRC – Liczba wygranych meczów w procentach, GZ – Gole zdobyte, GS – Gole stracone
| Kwalifikacja do playoffs |

| Drużyna            | W | P | PRC   | GZ  | GS  |
| ------------------ | - | - | ----- | --- | --- |
| Washington Wave    | 6 | 2 | 0.750 | 121 | 119 |
| New Jersey Saints  | 5 | 3 | 0.625 | 127 | 112 |
| Philadelphia Wings | 3 | 5 | 0.375 | 97  | 90  |
| Baltimore Thunder  | 2 | 6 | 0.250 | 98  | 122 |

### Playoffs
- Philadelphia Wings 10 – New Jersey Saints 12

### Finał
- New Jersey Saints 17 – Washington Wave 16

## Nagrody
| Nagroda              | Zwycięzca     | Drużyna           |
| -------------------- | ------------- | ----------------- |
| MVP meczu finałowego | Larry Quinn   | New Jersey Saints |
| MVP meczu finałowego | Jeff Goldberg | New Jersey Saints |

### Najlepszy strzelec
- Mark Gold-Washington Wave: 22